# ゲーリーさんの英語レッスン
『ゲーリーさんの英語レッスン』（ゲーリーさんのえいごレッスン）は、NHK教育テレビジョンで1992年4月10日から1994年10月14日まで放送されていた中学生向けの学校放送（教科：英語）である。

## 概要
アメリカ人のゲーリー・パールマンが中学校の教室を訪れ、英語のレッスンをしていた。
テーマ曲はネルソン・コーレ「Phunny Bone」

## 放送時間
いずれも日本標準時。
| 期間                          | 放送時間             |
| ----------------------------- | -------------------- |
| 1992年4月10日 - 1993年3月19日 | 金曜日 12:15 - 12:35 |
| 1993年4月9日 - 1994年3月18日  | 金曜日 12:35 - 12:55 |
| 1994年4月8日 - 1994年10月14日 | 金曜日 12:40 - 13:00 |